# Albert Boime
Albert Isaac Boime , né le 17 mars 1933 à Saint-Louis aux États-Unis et mort le 18 octobre 2008 à Los Angeles également aux États-Unis, est un universitaire et historien de l'art américain. Il avait le titre de professeur en histoire de l'art et a travaillé à l'université de Californie à Los Angeles pendant trois décennies, jusque son décès.

## Biographie
Albert Boime est né le 17 mars 1933 à Saint-Louis. Il a obtenu son diplôme de licence en histoire de l'art de l'université de Californie à Los Angeles en 1961 après avoir fait son service militaire à l'Armée de terre des États-Unis. Il a continué dans ce domaine avec un master et ensuite un doctorat à l'université Columbia respectivement en 1963 et en 1968. Il a été ensuite professeur à l'université d'État de New York à Stony Brook de 1968 jusque 1972. Il a continué ensuite sa carrière à l'université d'État de New York à Binghamton jusque 1978. Il a rejoint l'université de Californie à Los Angeles en 1979.
Albert Boime était un résident de Los Angeles pendant longtemps. Il est mort à 75 ans chez lui de troubles de moelle osseuse appelés splénomégalie myéloïde.

## Œuvre
Albert Boime est l'auteur d'une vingtaine de livres sur l'art européen, dans lesquels il examine le contexte social et politique de la création des œuvres d'art.
Son premier livre, The Academy and French Painting in the Nineteenth Century, publié en 1971, examinait le rôle joué par l'Académie des Beaux-Arts dans l'évolution de la peinture française du XIXe siècle et comment celle-ci a été affectée par les institutions culturelles et politiques.
De 1987 à 2007, il a publié les quatre volumes de The Social History of Modern Art, analysant l'art français du milieu du XVIIIe siècle à la fin du XIXe : Art in an Age of Revolution, 1750–1800 (1987); Art in an Age of Bonapartism, 1800–1815 (1990); Art in an Age of Counterrevolution, 1815–1848 (2004); et finalement, Art in an Age of Civil Struggle, 1848–1871 (2007, tous publié par University of Chicago Press).
Il s'est aussi intéressé aux artistes moins canoniques : ainsi The Art of Exclusion, 1990, portait sur la représentation des noirs dans l'art du XIXe siècle, tandis que Thomas Couture and the Eclectic Vision, 1980, Yale University, redécouvrait les œuvres de Thomas Couture. 